# Schieferstein (berg)
Schieferstein är ett berg i Österrike.   Det ligger i distriktet Steyr-Land och förbundslandet Oberösterreich, i den nordöstra delen av landet, 140 km väster om huvudstaden Wien. Toppen på Schieferstein är 1 206 meter över havet.
Terrängen runt Schieferstein är huvudsakligen kuperad. Närmaste större samhälle är Steyr, 15,3 km norr om Schieferstein. 
I omgivningarna runt Schieferstein växer i huvudsak blandskog. Runt Schieferstein är det ganska tätbefolkat, med 60 invånare per kvadratkilometer.